# 大利訥維茨湖

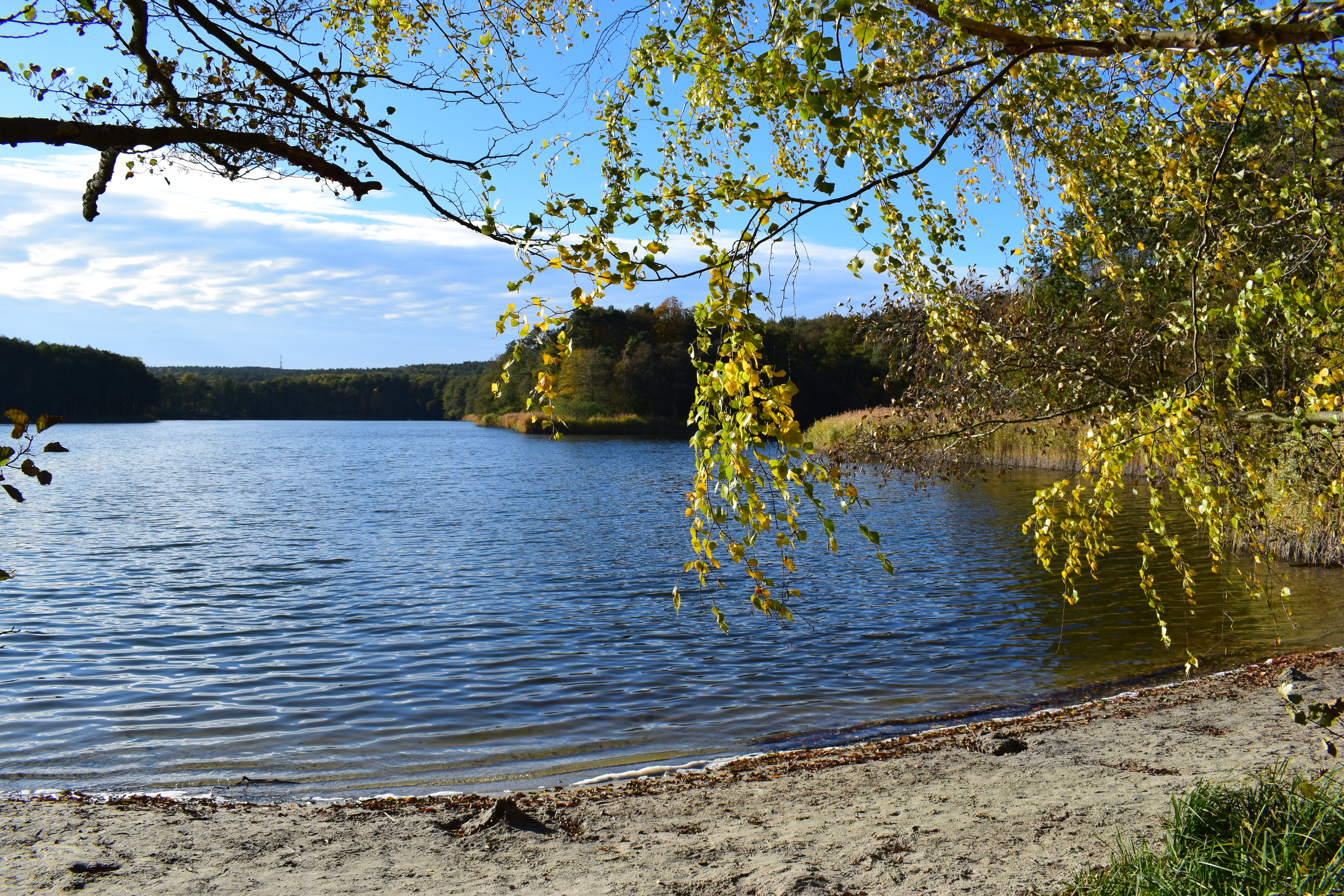

52°18′50″N 12°58′42″E / 52.313856°N 12.978406°E
大利訥維茨湖（德語：Großer Lienewitzsee），是德國的湖泊，位於該國西南部，由勃蘭登堡州負責管轄，處於波茨坦-米特爾馬克縣，面積0.14平方公里，海拔高度38米，平均水深2米，最大水深6米。